# 羅瑟拉角
67°34′S 68°8′W / 67.567°S 68.133°W
羅瑟拉角（英語：Rothera Point）是南極洲的海岬，位於阿德萊德島東南岸，處於萊德灣入口處東部，由法國探險隊繪入地圖，現時由南極條約體系管理。